# İsmailcan Dörtkardeş
İsmailcan „Xantares“ Dörtkardeş (* 7. August 1995 in Istanbul) ist ein türkisch-mazedonischer E-Sportler in der Disziplin Counter-Strike: Global Offensive.

## Karriere
İsmailcan „Xantares“ Dörtkardeş startete seine Karriere im Jahr 2012. Im Jahr 2015 unterschrieb er einen Vertrag bei den „Space Soldiers“. In dieser Zeit erlangte er erstmals international Bekanntheit. 2018 konnte er mit den zweiten Platz bei den World Electronic Sports Games ein Preisgeld von 300.000 US-Dollar für seinen Clan sichern. Im Eleague Major: Boston 2018 erzielte er den 9.–11. Platz, während er im Faceit Major: London 2018 auf dem 22.–24. Platz landete.
Nachdem sein Vertrag bei den „Space Soldiers“ ausgelaufen war, wechselte er zur deutschen Multigaming-Organisation Berlin International Gaming. Mit seinem neuen Team erzielte er im IEM Major: Katowice 2019 den 15.–16. Platz. Im Jahr 2020 erreichte er mit Berlin International Gaming den ersten Platz der ESL- und HLTV-Weltrangliste. Berlin International Gaming ist das erste deutsche Team, welches diesen Platz erreichte. In diesem Jahr siegte er bei der DreamHack Open Leipzig 2020, der DreamHack Masters Spring 2020: Europe, der cs_summit 6 Online: Europe und der DreamHack Open Summer 2020: Europe. Für seine Einzelleistungen erhielt er bei der DreamHack Open Summer 2020: Europe seine erste MVP-Auszeichnung von HLTV. Zudem hat Dörtkardeş den „Esports Play of the Year“ Preis bei den Esports Awards 2020 gewonnen.
Im folgenden Jahr siegte er beim Funspark Ulti 2020. Anfang August 2021 wurde bekannt, dass er Berlin International Gaming verlassen wird. Anschließend trat er der Organisation Eternal Fire bei, welche er mitgründete. 2022 erzielte er im PGL Major Antwerp 2022 den 20.–22. Rang. 2023 siegte er beim CCT Central Europe Malta Finals. Weiterhin erreichte er das Finale in der ESL Challenger at DreamHack Winter 2023. 
2024 siegte er beim CCT Season 1 Global Finals. Überdies erreichte er das Finale bei der BetBoom Dacha Belgrade 2024 #2, der ESL Pro League Season 20 sowie das Halbfinale bei der Skyesports Championship 2024. Das PGL Major: Kopenhagen 2024 beendete er nach einer Niederlage gegen den Sieger des Turniers Natus Vincere auf dem 5.–8. Rang. Durch seine starken Einzelleistungen 2024 wurde er von HLTV als 15. erstmals in die Liste der 20 besten Spieler des Jahres gewählt.
2025 belegte Dörtkardeş mit Eternal Fire den zweiten Rang im Blast Bounty Spring 2025 sowie den 3.–4. Rang in der Blast Open Spring 2025. Im April wechselte er zur serbischen Organisation Aurora Gaming, nachdem Aurora Gaming das gesamte Team von Eternal Fire verpflichtete.

## Erfolge
| Jahr | Platz   | Turnier                                     | Team                        | Persönliches Preisgeld |
| ---- | ------- | ------------------------------------------- | --------------------------- | ---------------------- |
| 2016 | 3. – 4. | eSports World Convention 2016               | Space Soldiers              | 02.000 $               |
| 2017 | 4.      | World Electronic Sports Games 2016          | Space Soldiers              | 012.000 $              |
| 2017 | 1.      | ESEA Season 25: Global Challenge            | Space Soldiers              | 03.600 $               |
| 2018 | 1.      | ESEA Season 26: Global Challenge            | Space Soldiers              | 02.000 $               |
| 2018 | 2.      | World Electronic Sports Games 2017          | Space Soldiers              | 060.000 $              |
| 2018 | 1.      | DreamHack Open Austin 2018                  | Space Soldiers              | 010.000 $              |
| 2019 | 3.      | Eleague CS:GO Invitational 2019             | Berlin International Gaming | 04.000 $               |
| 2020 | 1.      | DreamHack Open Leipzig 2020                 | Berlin International Gaming | 010.000 $              |
| 2020 | 1.      | DreamHack Masters Spring 2020: Europe       | Berlin International Gaming | 010.800 $              |
| 2020 | 1.      | cs_summit 6 Online: Europe                  | Berlin International Gaming | 06.000 $               |
| 2020 | 2.      | DreamHack Open Summer 2020: Europe          | Berlin International Gaming | 07.000 $               |
| 2020 | 3.      | Blast Premier: Fall 2020                    | Berlin International Gaming | 08.000 $               |
| 2020 | 3. – 4. | Intel Extreme Masters XV - Global Challenge | Berlin International Gaming | 010.000 $              |
| 2021 | 3. – 4. | DreamHack Open January 2021: Europe         | Berlin International Gaming | 01.200 $               |
| 2021 | 1.      | Funspark Ulti 2020                          | Berlin International Gaming | 030.000 $              |
| 2022 | 3. – 4. | ESL Challenger at DreamHack Rotterdam 2022  | Eternal Fire                | 02.000 $               |
| 2023 | 1.      | CCT Central Europe Malta Finals             | Eternal Fire                | 010.000 $              |
| 2023 | 2.      | ESL Challenger at DreamHack Winter 2023     | Eternal Fire                | 04.000 $               |
| 2024 | 1.      | CCT Season 1 Global Finals                  | Eternal Fire                | 050.000 $              |
| 2024 | 3. – 4. | Skyesports Championship 2024                | Eternal Fire                | 07.000 $               |
| 2024 | 2.      | BetBoom Dacha Belgrade 2024 #2              | Eternal Fire                | 025.000 $              |
| 2024 | 2.      | ESL Pro League Season 20                    | Eternal Fire                | 016.000 $              |
| 2025 | 2.      | Blast Bounty Spring 2025                    | Eternal Fire                | 017.125 $              |
| 2025 | 3. – 4. | Blast Open Spring 2025                      | Eternal Fire                | 08.000 $               |

## Persönliches
Dörtkardeş spricht, neben seiner Muttersprache, auch Englisch.
Er streamt ebenfalls unter seinem Nicknamen aktiv auf der Streamingplattform Twitch, wo er derzeit über 550.000 Follower hat. Auf Instagram folgen ihm zudem über 145.000 Follower.